# Le Joueur de luth (Boulogne)
Pour les articles homonymes, voir Le Joueur de luth.
Le Joueur de luth est une peinture à l'huile sur toile réalisée au début du XVIIe siècle par l'artiste français Valentin de Boulogne, représentant de l'école caravagesque. Le tableau représente un jeune soldat jouant du luth. Le tableau appartenait à l'origine à la collection du cardinal Mazarin et il a été acquis en 2008 par le Metropolitan Museum of Art de New York.

## Histoire
Le Joueur de luth a été peint par Valentin de Boulogne entre 1625 et 1626 à Rome. Le Français, grand suiveur du Caravage, était l'un des artistes les plus en vue à cette époque à Rome. L'œuvre est ensuite vendue et apparaît pour la première fois dans la collection du cardinal Mazarin, ministre français qui possédait neuf autres œuvres de Boulogne. Le titre et la figure centrale du tableau peuvent être autobiographiques car le surnom de de Boulogne à Rome était « Amador », qui a été vaguement traduit de l'espagnol par « garçon amoureux ».

## Description
La peinture elle-même représente un jeune homme jouant du luth. Le personnage est vêtu de riches vêtements et d'un hausse-col en acier, indiquant qu'il est un soldat - probablement un mercenaire espagnol. Comme beaucoup de peintures de Boulogne, ce tableau est fortement influencé par le ténébrisme, un style d'art popularisé par Le Caravage, contemporain de Boulogne.